# NGC 5053
NGC 5053 es un cúmulo globular situado en la constelación de Coma Berenices. Fue descubierto por el astrónomo anglo-germano William Herschel el 14 de marzo de 1784 y catalogado como de tipo VI-7.
Es un cúmulo muy pobre en metales: en el año 1995 fue catalogado como el cúmulo más pobre en metales de la Vía Láctea, lo que da fe de su edad, siendo su composición química similar a la galaxia Enana Elíptica de Sagitario.
Posee diez estrellas variables de tipo RR Lyrae: nueve de ellas fueron descubiertas por el astrónomo alemán  Walter Baade, en el año 1928, y la décima por la astrónomo norteamericana Helen Sawyer Hogg en el año 1946.
También posee cinco variables de tipo  estrella variable SX Phoenicis, pero ninguna Cefeida ni tampoco del tipo Gigante roja; el Catálogo de Variable en Cúmulos Globulares recoge (en 2012) estas quince variables.